# Tom Moffitt
Tom Moffitt (eigentlich Thomas Robinson Moffitt; * 26. Februar 1884 in Harrisburg, Pennsylvania; † 2. Mai 1945 in Volusia, Florida) war ein US-amerikanischer Hochspringer.
Bei den Olympischen Spielen 1908 in London wurde er mit 1,85 m Fünfter.
Am 1. Juni 1907 stellte er in Cambridge seine persönliche Bestleistung von 1,91 m auf.